# Olisthanella luteophila
Olisthanella luteophila is een platworm (Platyhelminthes). De worm is tweeslachtig. De soort leeft in of nabij zoet water.
Het geslacht Olisthanella, waarin de platworm wordt geplaatst, wordt tot de familie Typhloplanidae gerekend. De wetenschappelijke naam van de soort werd voor het eerst geldig gepubliceerd in 1981 door Kolasa.